# Godła szalayowskie
Godła szalayowskie – godła domów w Szczawnicy, mieście uzdrowiskowym w województwie małopolskim, w powiecie nowotarskim. Są to drewniane tablice, które powstawały według jednego schematu – malowidło i podpis określający nazwę domu.

## Historia
W 1839 roku Józef Szalay po śmierci ojca przejął uzdrowisko i zaczął jego rozbudowę. W Szczawnicy w XIX wieku baza noclegowa była niewystarczająca, aby przyjąć wszystkich chętnych kuracjuszy. W tamtym czasie wczasy lecznicze trwały kilka miesięcy. Pomysł wykorzystania pokoi zwanych „białymi izbami” w góralskich domach oraz umieszczania na nich godeł przypisuje się Józefowi Szalayowi. Godła informowały turystów o tym, że w tym domu można wynająć pokój. Warunkiem otrzymania takiej tablicy w XIX wieku było unowocześnienie ówczesnych góralskich domów – wyprowadzenie komina ponad dach, przeszklenie okien i wprawienie drewnianych podłóg. Pierwsze godła wykonywał sam Szalay, stąd nazwa „Godła szalayowskie”. Od godeł brały nazwę domy np. Pod siekierkami, a od domów rodziny góralskie przejmowały swoje przydomki np. Węglarz spod Węża. Większość godeł z czasów Szalaya (szacuje się, że było ich około stu) uległa zniszczeniu przez warunki atmosferyczne i czas.

## Czasy współczesne
Najstarsze zachowane tablice znajdują się w Muzeum Pienińskim im. Józefa Szalaya w Szalchtowej. Wiele tablic zostało zrekonstruowanych w latach 70. i 80. XX wieku z inicjatywy Pienińskiego Oddziału PTTK. Znajdują się one na elewacjach szczawnickich domów. Odnawianiem godeł zajmowali się artyści: Jan Papież i Józef Bieniek.
W latach 2008–2010 powstała inicjatywa utworzenia w uzdrowisku „Szlaku Godeł Szalayowskich”. Odnowiono wtedy i zrekonstruowano 93 godła. Wykonał je artysta plastyk Wieńczysław Kołodziejski, właściciel „Muzycznej Owczarni”.
Tradycja umieszczania godeł na domach jest kultywowana także w czasach współczesnych (2024). Miejski Ośrodek Kultury wraz z Urzędem Miasta i Gminy Szczawnica zajmują się przyznawaniem prawa do umieszczenia godła na elewacji domu. Mogą być one przyznane właścicielom nieruchomości położonych na terenie Miasta i Gminy Szczawnica:
- prowadzących wynajmem kwater, pensjonatów, hoteli oraz zajmujących się działalnością gastronomiczną,
- dbającym o wygląd estetyczny własnej nieruchomości,
- zasłużonym dla Miasta i Gminy Szczawnica, których działalność przyczyniła się do promocji Miasta i Gminy Szczawnica[3].

Godła są wręczane właścicielom domów na uroczystej sesji rady miejskiej. Autorką nowych tablic jest Gabriela Słowik.

## Galeria zdjęć

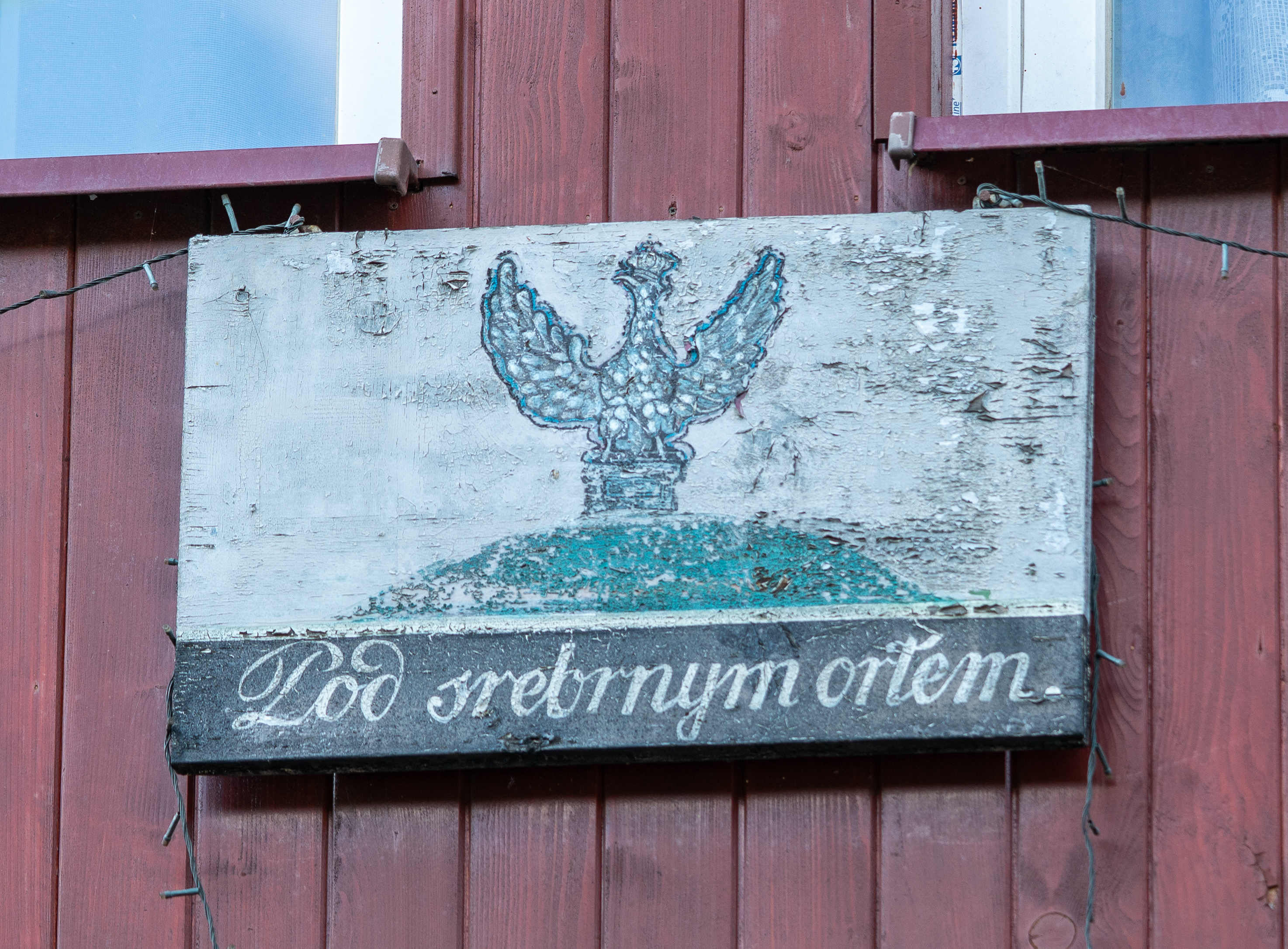
Godło domu, ul. Szalaya 14
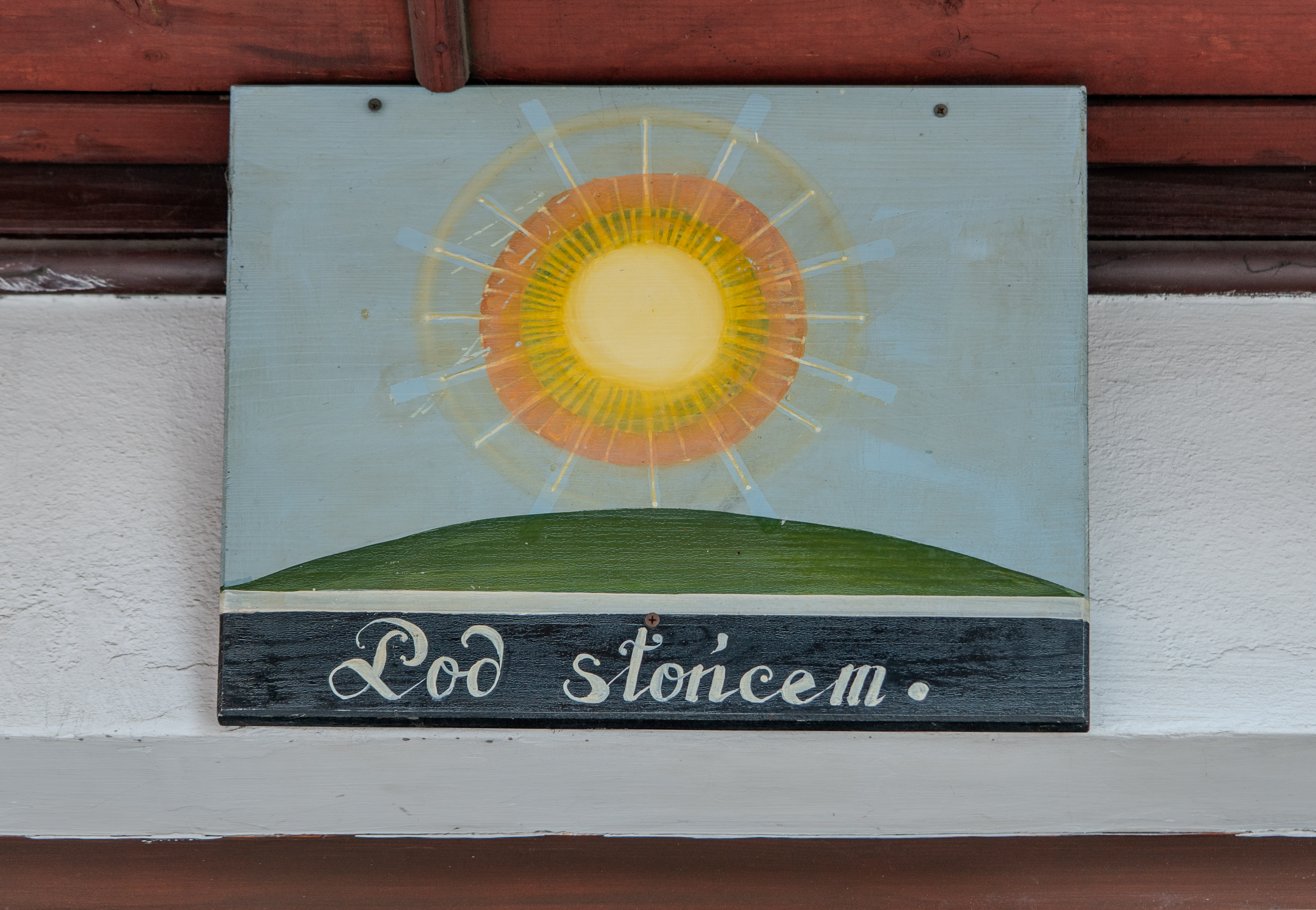
Godło domu, ul. Szalaya 17
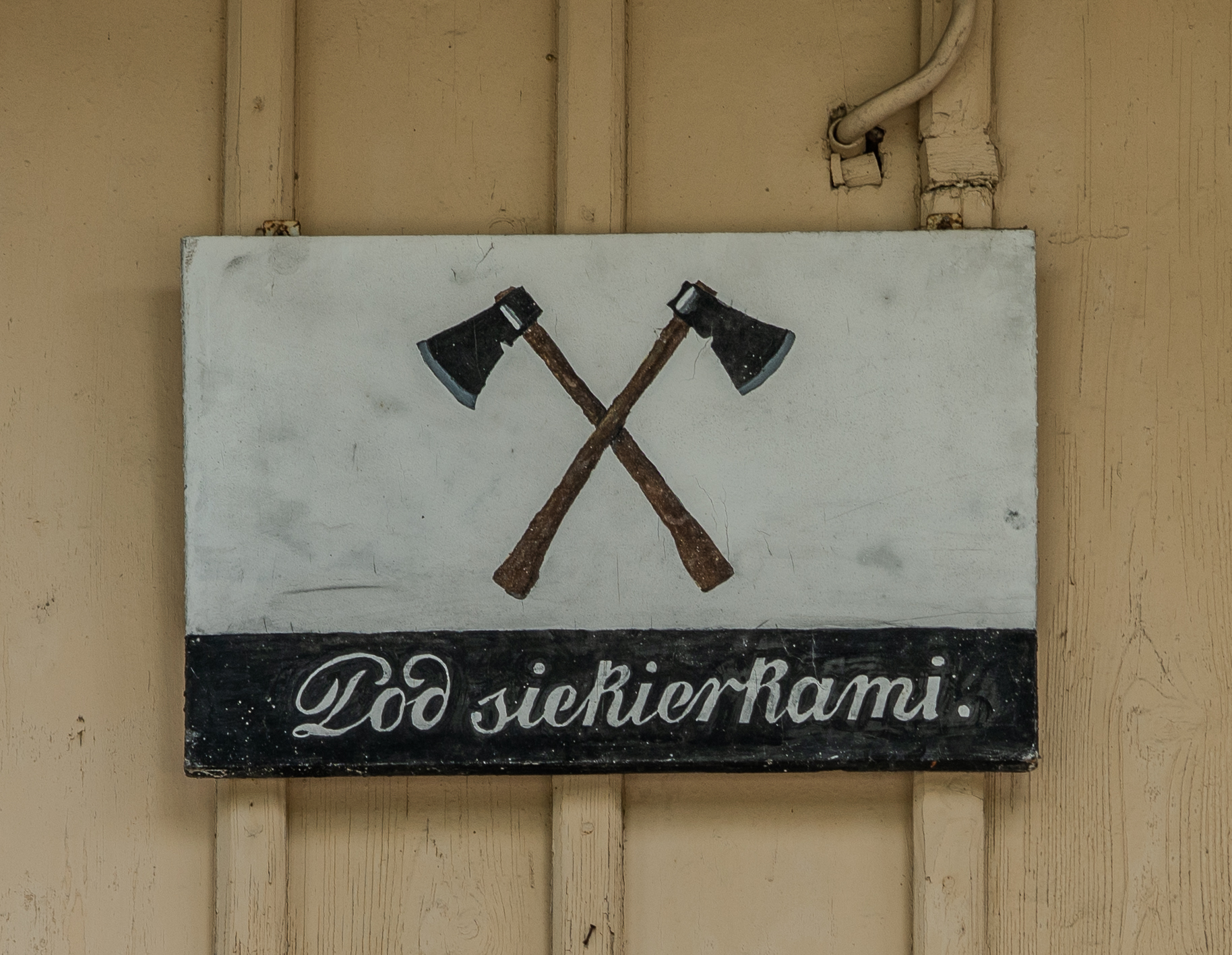
Godło domu, ul. Zdrojowa 12
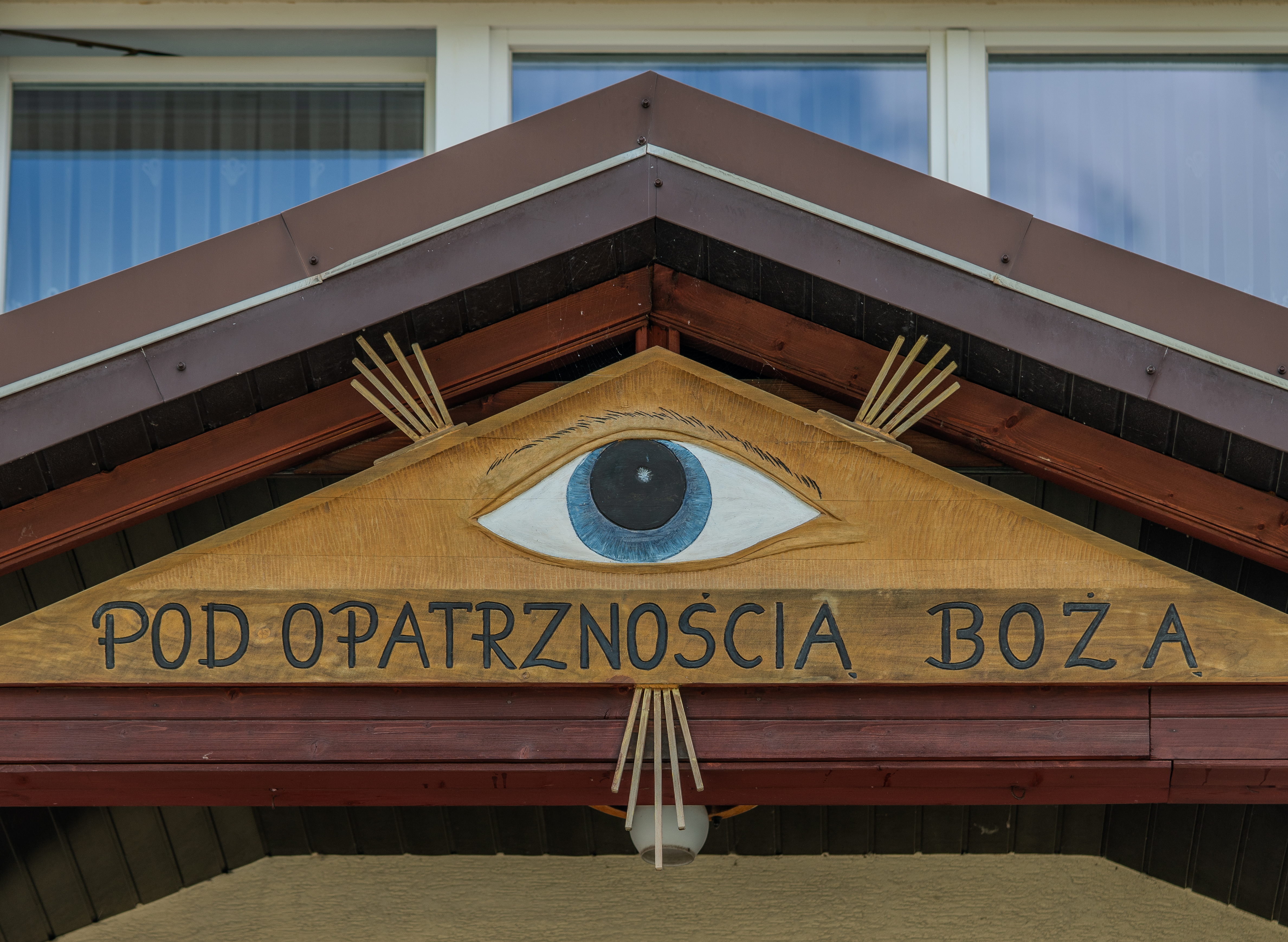
Godło domu, ul. Zdrojowa 7
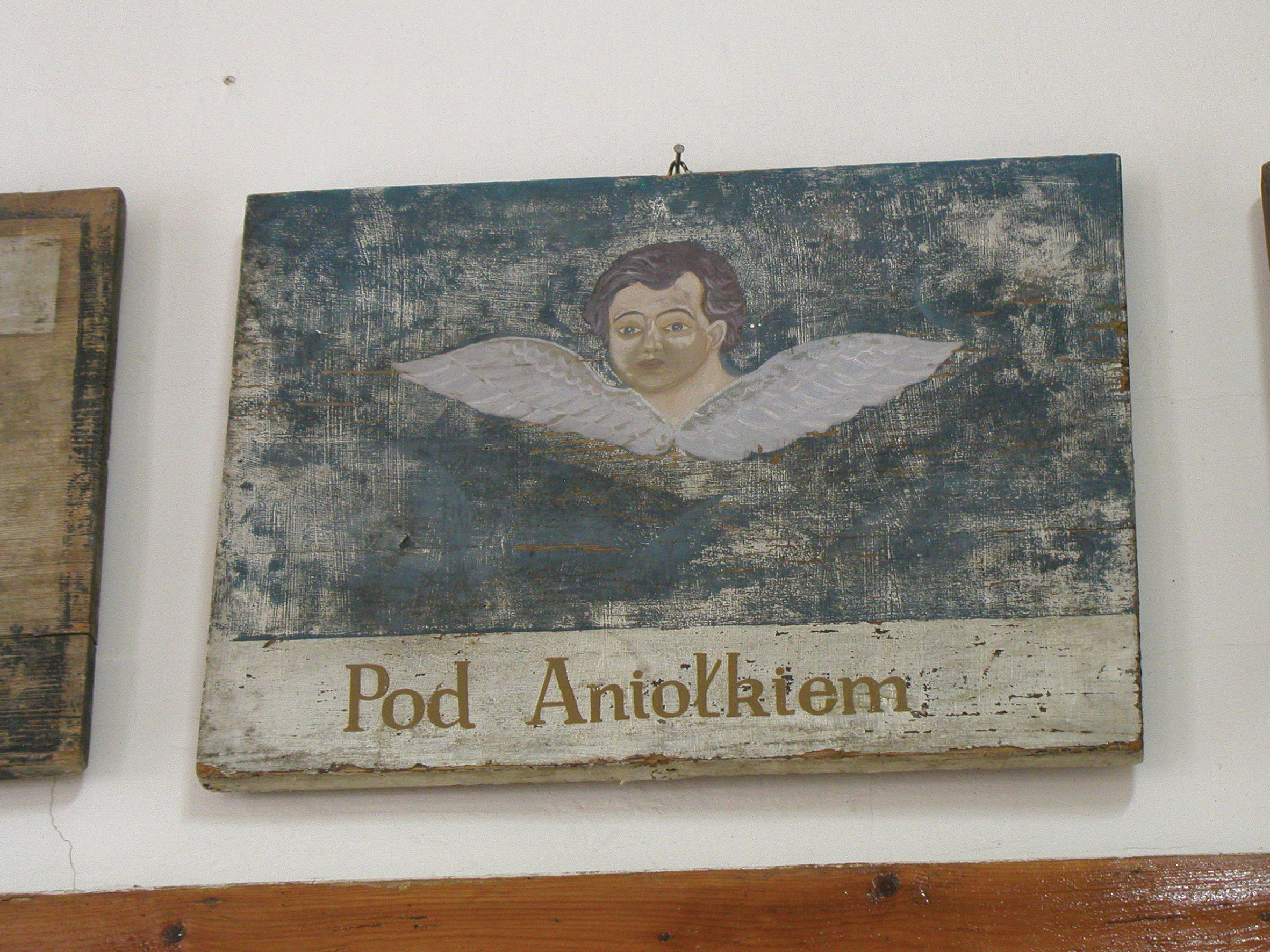
Godło domu
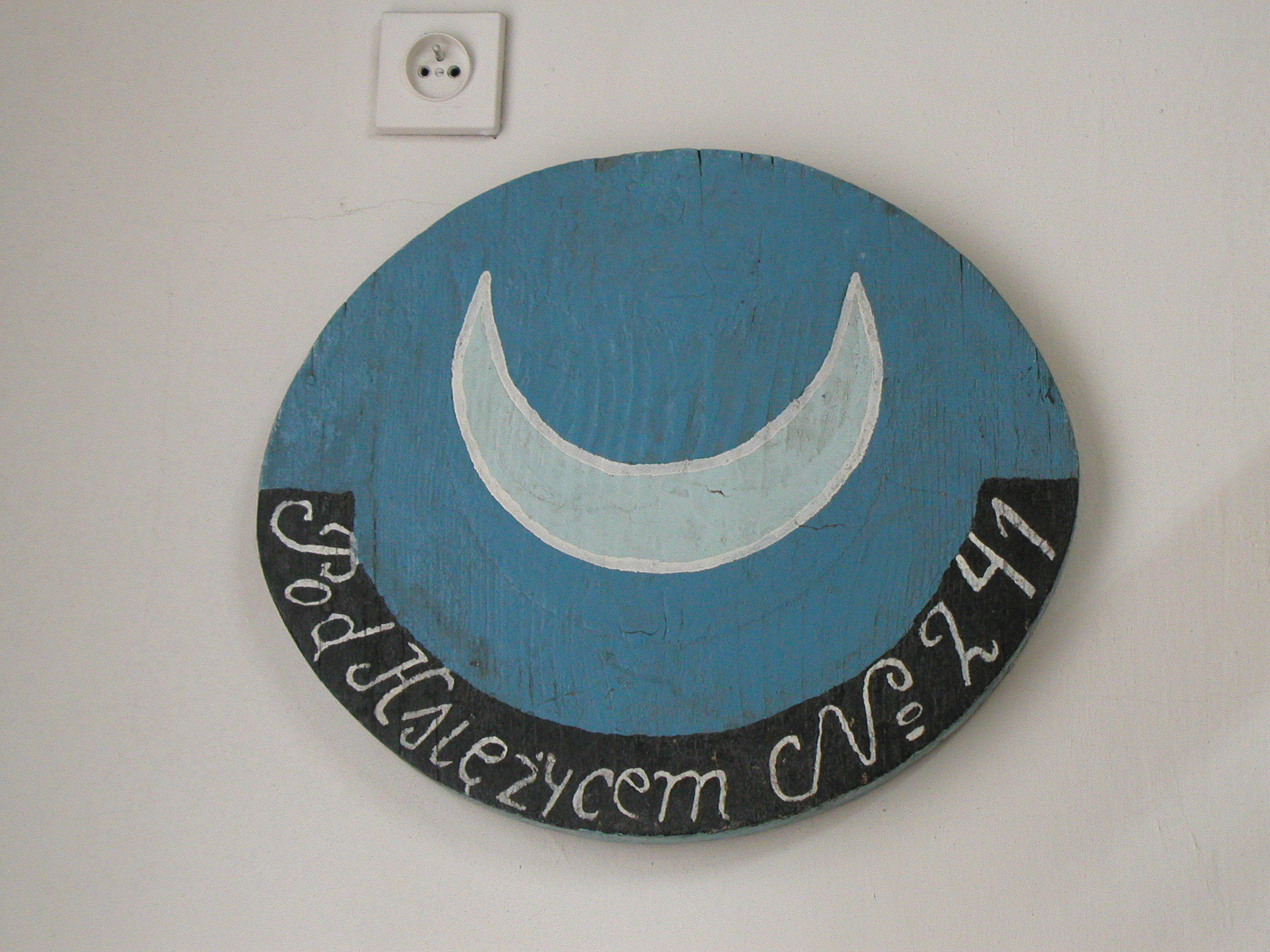
Godło domu
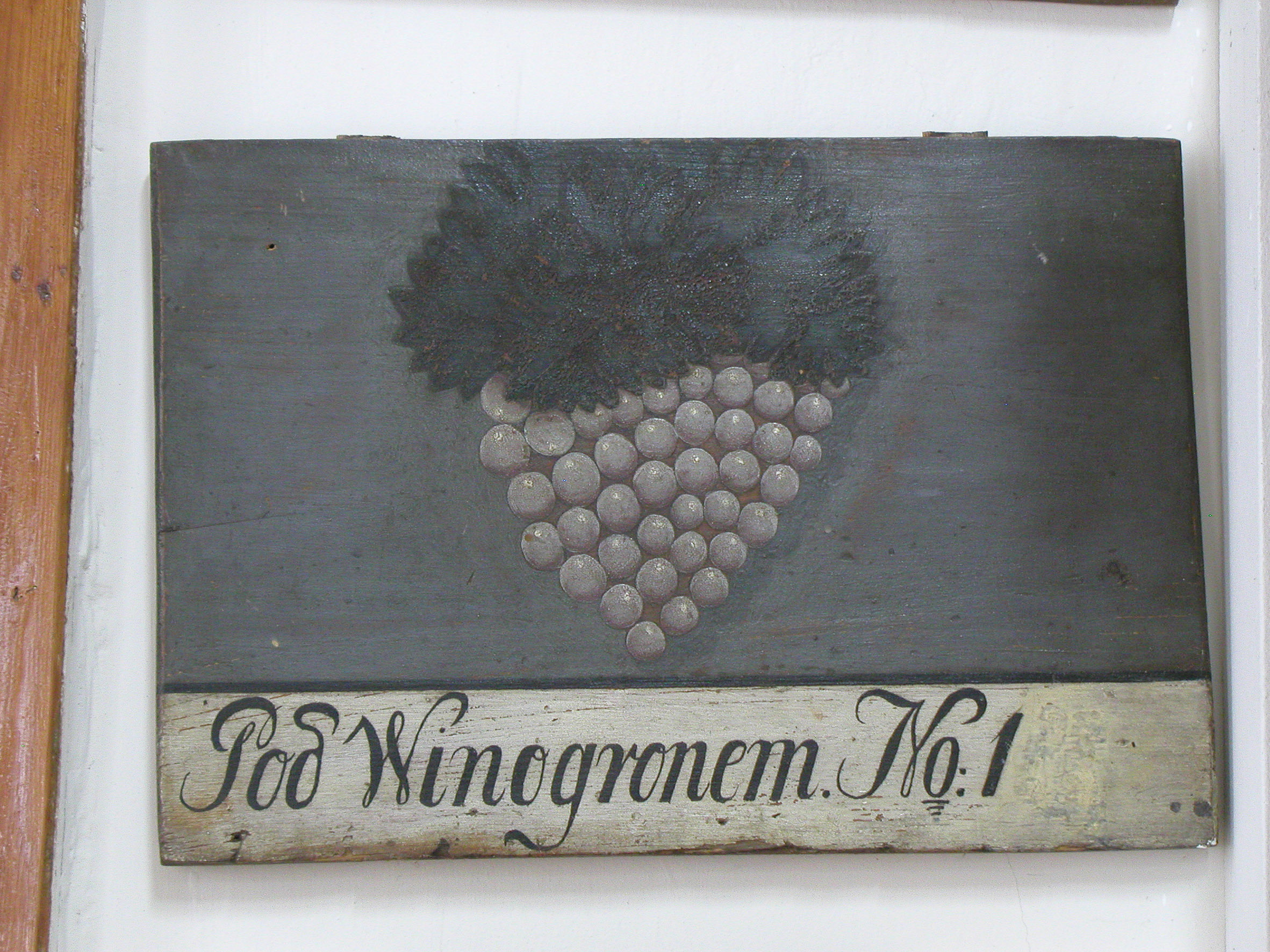
Godło domu
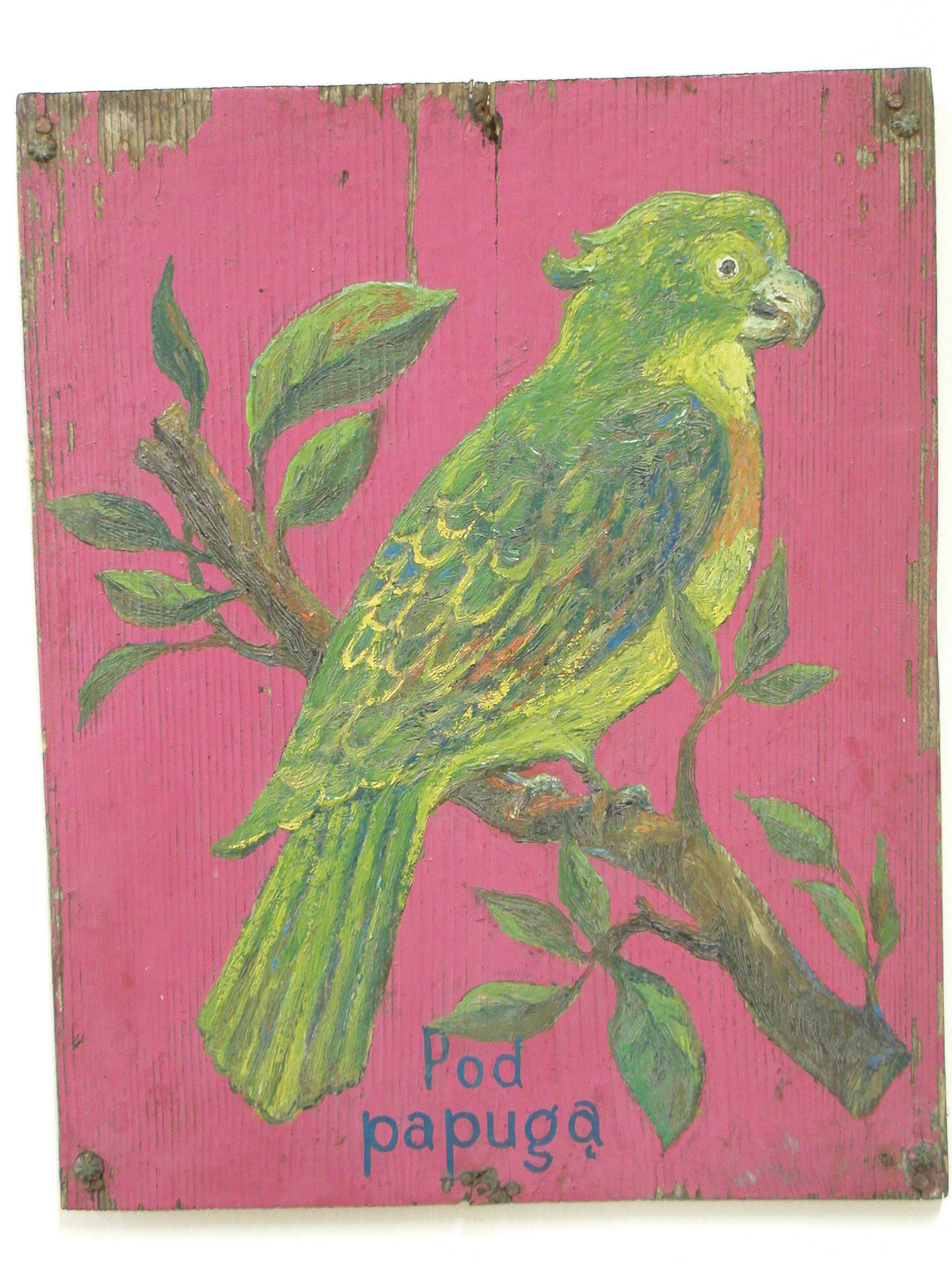
Godło domu